# 鏑木繁常
鏑木 繁常（かぶらぎ しげつね、応永31年（1424年）?  - 永正元年3月25日（1504年4月10日）?）は、室町時代から戦国時代初期にかけての武将、僧侶。加賀国松任城主。父は鏑木繁治。妻は富樫成春の娘、妙善尼。子に繁時、繁行（徳圓）、田屋某室。通称兵衛尉。法名は徳善。

## 生涯
加賀松任城主である鏑木繁治の嫡男として生まれ、松任城主の地位を引き継ぐ。加賀守護・富樫政親の姉婿として富樫氏と友好関係を築き松任組の地位を高めた。富樫政親と富樫幸千代との内乱でも常に政親派として行動し、政親派の勝利に貢献している。
政親が加賀一国の支配権を取り戻した後に一向宗の弾圧にも加わっていたが、文明7年（1475年）に政親と一揆が和議を結び停戦が結ばれた後に思い立って吉崎御坊を訪ね、下間蓮崇に面会して本願寺の教えに帰依し、徳善の法名を賜った。同年4月には京都に詰めていた長男繁時を加賀に呼び戻して松任城主の地位を譲り隠居したが、同年8月の蓮如の吉崎退去においては護衛役を買って出て蓮如を丹波国まで護送し、褒章として蓮如より六字名号を与えられた。
文明13年（1481年）には次男繁行も山科本願寺に参じて剃髪して徳圓を名乗るようになり、文明16年（1484年）からは徳圓や妻の妙善尼と三人で京に住んで教化に勤しんでいたという。長享2年（1488年）の長享の一揆においては松任組は一向一揆側に加担し、富樫政親を滅ぼしている。
徳善は明応8年（1499年）3月25日の蓮如の往生に立ち会い、3月26日の葬儀にも参列するなど熱心な信奉者であった。没年に関しては『徳了袖日記』（繁常の孫、徳了著）に文亀4年（1504年）の3月25日に蓮如の命日と同日に死に支度を整えていた記述が残る。